# Mètode
Mètode es una revista que se publica simultáneamente en valenciano y español (y algunos artículos se publican también en inglés en el anuario) especializada en la difusión de la investigación científica. Fue fundada en 1992 con el objetivo de hacer de puente entre la ciencia y la sociedad. Editada por la Universidad de Valencia, difunde tanto los trabajos de investigación realizados en este centro como en otros centros de España o del extranjero. Dirigida desde el año 1999 por Martí Domínguez, actualmente cuenta con una tirada de unos 4000 ejemplares y su vocación de difusión de ciencia es tan amplia que comprende desde las ciencias naturales básicas hasta las humanidades y ciencias sociales.  

## Evolución
Desde su creación en 1992, la revista ha ido cambiando sustancialmente hasta convertirse en una publicación de referencia. En sus inicios era una revista institucional, mediante la cual se daba a conocer las investigaciones que se llevaban a cabo en el ámbito de la Universidad de Valencia. Con el paso del tiempo y la modernización de la revista, los contenidos se fueron abriendo hacia otras universidades nacionales e internacionales. A día de hoy, la revista se publica en color, con encuadernación rústica y con un cuerpo alrededor de 150 páginas. 

## Características principales
Actualmente, la tirada de Mètode es de 4000 ejemplares que se distribuyen entre departamentos universitarios, centros de investigación, institutos y particulares. 

## Ramificaciones
Desde el año 2000 hasta el 2010, la revista Mètode publicó en español los Anuarios correspondientes a cada año. En éstos se recogían los textos más interesantes publicados durante el año. Desde el número 65 (año 2010), la revista se publica simultáneamente en catalán y español. Desde el año 2011 Mètode también publica un anuario en inglés, como forma de potenciar internacionalmente los contenidos de la revista en esta lengua mayoritaria dentro del mundo científico y académico.

## Reconocimientos
En el año 2009, Mètode recibió diversos premios. Por una parte, el premio Manuel Castillo, otorgado por el Patronat Sud-Nord de la Universidad de Valencia. Este premio busca distinguir los trabajos periodísticos y de investigación que tratan sobre la paz y la cooperación entre naciones. En este sentido, el jurado reconoció la contribución del monográfico Ciència i exili. La diàspora dels científics republicans al estudio del exilio científico después de la Guerra Civil y de sus consecuencias en el ámbito de la colaboración científica internacional que tuvo en este sentido.
En el mismo año 2009, la revista Mètode recibió el Premio Prisma Especial del Jurado 2009 durante la gala de entrega de los Premios Prisma Casa de las Ciencias a la Divulgación. El premio, que se otorga anualmente a personas o instituciones destacadas en la labor de la divulgación científica, pretende reconocer «el esfuerzo continuado de divulgación de calidad" de la revista Mètode, así como la "implicación de una universidad en la promoción de la cultura científica». Anteriormente habían sido premiados en esta categoría el suplemento «Futuro» de El País, el Parque de las Ciencias de Granada o el suplemento científico «Tercer Milenio» del periódico Heraldo de Aragón. 
El 2 de abril de 2009, Els nostres naturalistes, monografía publicada por Mètode, fue premiada con el prestigioso Premio Crítica Serra d'Or dentro del apartado de investigación, unos galardones que premian las obras más destacadas publicadas el año anterior.
Mètode fue premiada en enero de 2008 por la Associaciò de Publicacions Periòdiques en Català (APPEC) con el premio APPEC 2007 a la mejor publicación dentro de la novena edición de estos premios. El jurado quiso destacar de Mètode que «con el objetivo inicial de servir de puente entre la ciencia y la sociedad y de cubrir el vacío de publicaciones de divulgación científica en catalán, se ha convertido en una de las mejores revistas europeas sobre ciencia y pensamiento».
Martí Domínguez, director de Mètode, recibió en noviembre de 2007 el Premio Nacional de Cultura, correspondiente a la categoría de periodismo, que otorga el Departamento de Cultura y Medios de Comunicación de la Generalidad de Cataluña. Este galardón premia su labor como director de la revista de divulgación que edita la Universidad de Valencia, «reconocida a nivel europeo por la calidad de sus contenidos sobre ciencia y pensamiento».
Bajo propuesta de diversos expertos en materia medioambiental y de naturaleza, la organización del Simposio Internacional de Naturaleza y Fotografía, otorgó en marzo de 2007 el premio EDC Naturaleza a la Divulgación de la Naturaleza a  Mètode. El premio reconoció y destacó el trabajo de investigación y desarrollo que ha realizado la revista que dirige Martí Domínguez, a través de los numerosos artículos de divulgación científica que contribuyen al conocimiento de las especies y su conservación. 
En el año 2006, Mètode fue premiada con el primer premio de la séptima edición del concurso Ciencia en Acción 2006, dentro de la modalidad de Trabajos de Divulgación Científica. La final del concurso, que tuvo lugar en el Museo CosmoCaixa de Alcobendas (Madrid) en octubre de 2006 reunió más de ochenta trabajos distribuidos entre once modalidades diferentes. Mètode compitió con nueve trabajos de divulgación científica de temática diversa.

## Monografías Mètode
Monografías Mètode es una colección de libros de divulgación que han tratado diferentes temas de la historia de la ciencia y que cuentan con ediciones ilustradas y muy cuidadas, publicados exclusivamente en catalán. De carácter eminentemente divulgativo y cuidadosas ediciones ilustradas, los diferentes títulos de la colección nos permiten descubrir nuevos aspectos y profundizar en nuestro conocimiento sobre personajes de la historia de la ciencia como Einstein, nuestros naturalistas o Charles Darwin. 
Las monografías publicada son: Albert Einstein. El seu segle i la seua ciència, Els nostres naturalistes, l’Autobiografia de Charles Darwin, Bestiari, Oxigen. Una obra en 20 escenes y Herbari: Viure amb les plantes.